# 勝利を我等に
「勝利を我等に」（しょうりをわれらに、英語: We Shall Overcome、ウイ・シャル・オーヴァーカム、直訳では「我らは打ち勝つ」）は、アメリカ合衆国のプロテストソングである。
原曲は、黒人のメソジスト牧師でゴスペル音楽作曲家チャールズ・ティンドリー（en:Charles Albert Tindley、1851年-1933年）が1901年に発表した霊歌「アイル・オーバーカム・サムデー」（"I'll Overcome Someday"）。
1960年代にアフリカ系アメリカ人公民権運動が高まる中フォークシンガーピート・シーガーが広め、運動を象徴する歌にした。
1963年8月28日に行われたワシントン大行進でジョーン・バエズは3,000人の聴衆を率いて「勝利を我等に」を歌った。同年11月に発売されたライブ・アルバム『Joan Baez in Concert, Part 2』に本作は収録され、アルバムは全米チャートの7位を記録し大ヒット。それに伴い「勝利を我等に」も広く知られるようになった。
日本では上條恒彦、小室等、高石ともやらによる録音がある。反戦運動・平和運動や社会運動、うたごえ運動・歌声喫茶でも広く歌われてきた。賛美歌『勝利を望み』にもなっている。

## ギャラリー

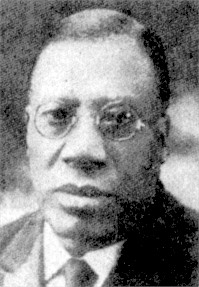
原曲を作ったチャールズ・ティンドリー
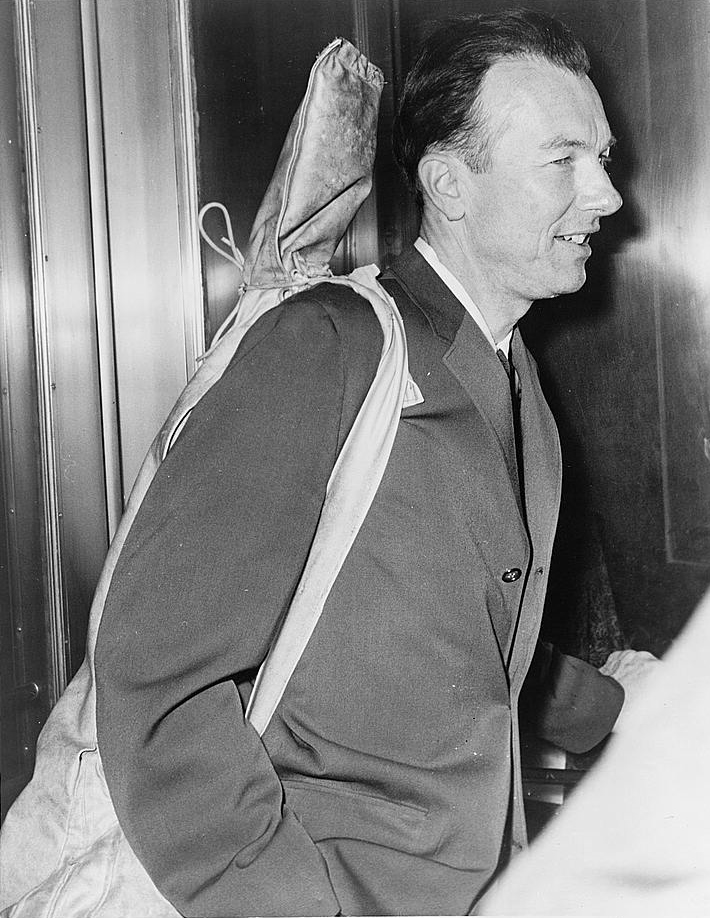
「勝利を我等に」を公民権運動を象徴する歌にした立役者ピート・シーガー、1961年
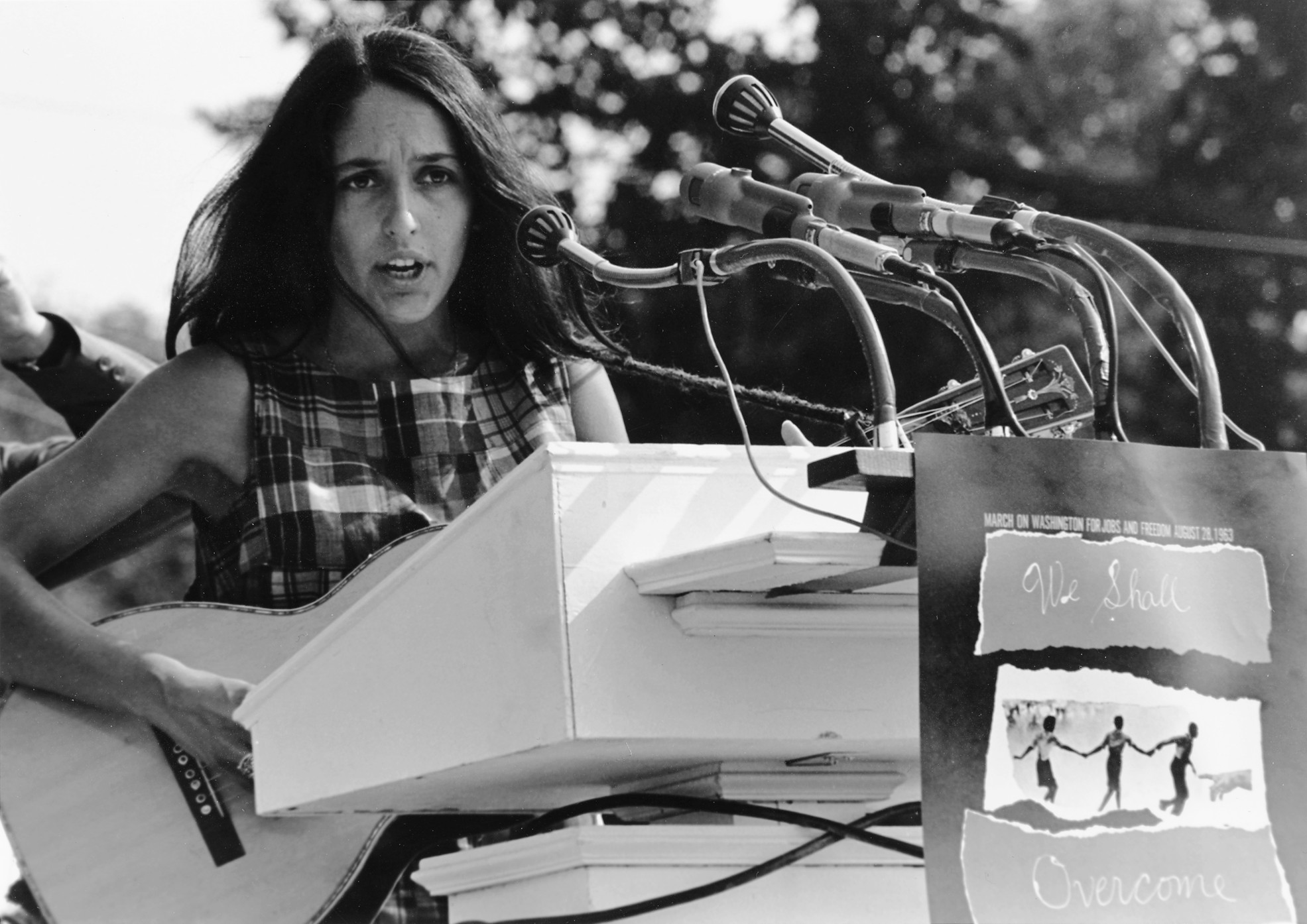
ワシントン大行進で「勝利を我等に」を歌うジョーン・バエス、1963年8月28日、ワシントンD.C.
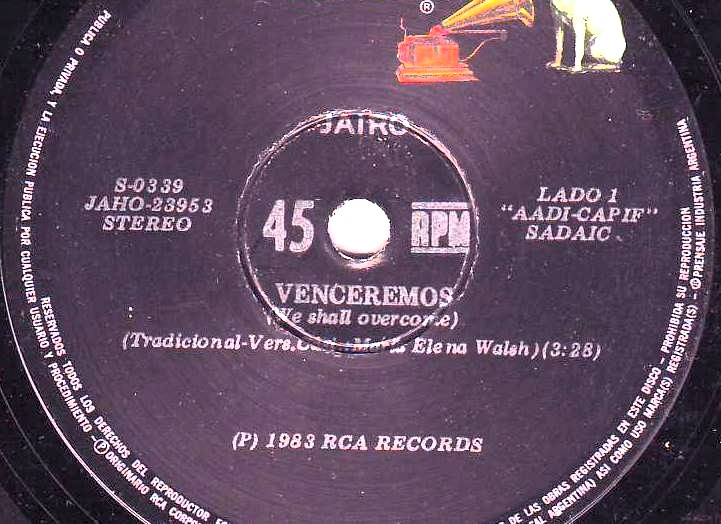
アルゼンチンの歌手ハイロ（es:Jairo (cantante)）によるシングルレコード、1983年